# 기생춘
《기생춘》은 2021년에 개봉한 대한민국의 코미디 영화로 영화 《기생충》을 패러디한 영화다.

## 같이 보기
- 기생충